# Tamburo miljenice
Tamburo miljenice drugi je studijski album đakovačkog tamburaškog sastava Slavonske Lole, kojeg diskografska kuća Orfej objavljuje 1993. godine.

## O albumu
Album sadrži 10 skladbi koje su snimane u Zagrebu u studiju "Rockoko". Ton majstori bili su Želimir Babogredac i Nikša Bratoš. Najzapaženije skladbe s albuma su naslovna "Tamburo miljenice" i "Viruj mi dado", kojoj su autori Ivica Grujo Ićo i Josip Mikić.

## Popis pjesama
| Br. | Skladba                  | Autor                       | Trajanje |
| --- | ------------------------ | --------------------------- | -------- |
| 1.  | »Tamburo miljenice«      |                             |          |
| 2.  | »Viruj mi dado«          | Ivica Grujo Ićo/Josip Mikić |          |
| 3.  | »Lipa Mara«              |                             |          |
| 4.  | »Vraćam ti se mili dome« |                             |          |
| 5.  | »Lola jesam«             |                             |          |
| 6.  | »Nek nebo proplače«      |                             |          |
| 7.  | »Šokica«                 |                             |          |
| 8.  | »Odavno je prošlo sve«   |                             |          |
| 9.  | »Tamburaši birtaši«      |                             |          |
| 10. | »Jašino kolo«            |                             |          |

## Izvođači
- Darko Ergotić - vokal, prim
- Ivica Grujo Ićo - basprim
- Goran Živković - harmonika
- Marko Živković - kontra
- Nenad Hardi - bas

## Vanjske poveznice
- Službene stranice sastava  Arhivirana inačica izvorne stranice od 18. veljače 2010. (Wayback Machine) - Diskografija
- Diskografija.com - Tamburo miljenice